# Collet-Schwarzotter
Die Collet-Schwarzotter (Pseudechis colletti), auch Colletts Schwarzotter, ist eine Schlangenart aus der Familie der Giftnattern und zählt zur Gattung der Schwarzottern (Pseudechis). Die Erstbeschreibung erfolgte 1902 durch den belgischen Zoologen George Boulenger. Das Epitheton ehrt den norwegischen Naturforscher Robert Collett.

## Merkmale
Pseudechis colletti weist einen schlanken, jedoch kräftigen Körperbau auf und erreicht eine Länge zwischen 1,2 und 1,3 m, maximal sind Größen von 1,8 m dokumentiert. Männchen werden in der Regel größer als Weibchen. Der Kopf setzt sich nur geringfügig vom Hals ab. Die Augen weisen eine runde Pupille auf. Die Färbung ist bei dieser Art äußerst variabel. Die Oberseite des Rumpfes kann braun bis schwarz, die Flanken können rosa bis cremefarben gefärbt sein. Diese Banden vermischen sich zur Rückenmitte hin und ergeben ein unregelmäßiges Muster mit Flecken und Querbinden. Die Bauchseite ist gelblich bis orange gefärbt. Die Pholidose zeigt folgende Merkmale: sieben Oberlippenschilde (Scuta supralabialia), 19 Reihen glatter Schuppen in schrägen Reihen um die Körpermitte (Scuta dorsalia), 215 bis 235 Bauchschilde (Scuta ventralia) und 50 bis 70 Unterschwanzschilde (Scuta subcaudalia) sowie ein ungeteiltes Analschild (Scutum anale).

### Giftapparat
Als Giftnatter verfügt Pseudechis colletti über einen Giftapparat mit proteroglypher Zahnstellung. Dabei befinden sich im vorderen Oberkiefer leicht verlängerte, unbewegliche Fangzähne mit einer Rinne zur Giftapplikation. Das Giftsekret wird in Giftdrüsen (spezialisierte Speicheldrüsen seitlich des Kopfes) produziert und gelangt über einen Giftkanal zu den Fangzähnen.

## Schlangengift
Mit einem Biss werden bis 48 mg (Trockengewicht) Giftsekret abgegeben. Die mittlere Letaldosis (LD50) wird mit 1,38 mg/ kg (subkutan, Maus) angegeben. Eine Vergiftung kommt in 40 bis 60 % der Bissunfälle zustande.  Die Sterblichkeit einer unbehandelten Intoxikation beträgt 20 bis 30 %. Das Toxingemisch enthält verschiedene Toxine. Von medizinischer Bedeutung sind Myotoxine und Antikoagulantien. Neurotoxine sind möglicherweise vorhanden, besitzen jedoch keine klinische Relevanz. Nach einem Giftbiss treten zunächst lokale Symptome wie Schmerzen und Ödem auf. Systemisch zeigen sich ggf. unspezifische Allgemeinsymptome (z. B. Übelkeit, Emesis, Kopfschmerzen, Abdominalschmerzen). Durch die myotoxischen Bestandteile kommt es zur Schädigung von Muskelgewebe. Antikoagulantien bewirken eine Hemmung der Blutgerinnung, die unter Umständen zu Hämorrhagien (Blutungen) führt. Weiterhin kann eine sekundäre Kardiotoxizität (Schädigung des Herzens, Beeinflussung der Herzfunktion) auftreten. Schwerwiegende Komplikationen können durch sekundäre Nierenschäden infolge von freigesetztem Myoglobin aus dem Muskelgewebe eintreten. Es stehen Antivenine (z. B. 'Black Snake Antivenom', CSL Limited) zur Verfügung, welche bei rascher Applikation schwere Schäden verhindern können, nicht jedoch gegenüber bereits erfolgten Gewebeschädigungen durch die Toxine wirksam sind.

## Lebensweise
Pseudechis colletti führt eine bodenbewohnende und besonders unter hohen Außentemperaturen vorwiegend nachtaktive Lebensweise. Tagsüber hält sich die Art zumeist versteckt. Als Unterschlupf können Tierbauten, Höhlen und Felsspalten oder Risse in ausgetrocknetem Lehmboden dienen. Nach starken Regenfällen ist sie vermehrt außerhalb der Verstecke anzutreffen. Zum Beutespektrum zählen Amphibien, Echsen, Schlangen, Vögel und Kleinsäuger. Auch kannibalistisches Verhalten wurde beobachtet. Unter Provokation legt Pseudechis colletti ein Abwehrverhalten an den Tag, bei dem der Vorderkörper (wie für Schwarzottern typisch) abgeflacht wird. Zudem zischt das Tier und scheidet Sekrete mit auffälligem Geruch aus. In letzter Konsequenz kann es zu einem Verteidigungsbiss mit Giftabgabe kommen. Die Fortpflanzung erfolgt durch Oviparie, also eierlegend. Das Gelege umfasst zwischen 6 und 19 Eier.

## Vorkommen
Das Verbreitungsgebiet von Pseudechis colletti liegt innerhalb Australiens im Inland des Bundesstaates Queensland. Besiedelte Habitate werden durch Trockengebiete dargestellt.